# The Electric Hellfire Club
The Electric Hellfire Club (МФА: /ðɪ ɪˈlɛktɹɪk ˈhɛlˌfaɪə klʌb/; аббр. EHC) — американская группа, играющая в жанре индастриал-метал, музыка которой содержит элементы глэм-метала, техно, готик-рока, психоделической и блэк-металической тематики текстов и экспериментального нойза. На своей официальной странице в Facebook музыканты сообщили, что в их жанре смешаны элементы индастриала, глэма, психоделии, рок-музыки и метала, а также поп-музыки.
Участники группы самоидентифицируются как сатанисты. Церковь Сатаны также поддерживает данный музыкальный коллектив, а Антон Лавей в одном из интервью заявлял, что The Electric Hellfire Club одна из групп, наряду с Acheron, Nine Inch Nails, Marilyn Manson и King Diamond, которая знает сатанизм и не боится поддерживать его.

## История группы
The Electric Hellfire Club был основан в 1991 году Томасом Торном после его ухода из My Life with the Thrill Kill Kult.
Вдохновлённый печально известным джентльменским клубом Фрэнсиса Дэшвуда XVIII века, Торном было добавлено «электрический» (англ. Electric) в название группы. По словам музыканта, это было сделано для отображения применения группой современных технологий, а также указывало на электрическую природу человеческого духа и природу магии.
The Electric Hellfire Club первоначально состоял из Торна (вокал, программирование клавишных), соучредителя и клавишника Шейна Лассена (также известного как Rev. Dr. Luv) и гитариста Ронни Валео (англ. Ronny Valeo). После первоначальных живых выступлений барабанщик Эрик Петерсон (он же Жанна Флэйл; англ. Eric Peterson / Janna Flail) был принят в группу, чтобы улучшить концертные выступления, — тем самым завершился первоначальный состав группы. Перед записью первого альбома, Burn, Baby, Burn!, танцовщица и певица Сабрина Сатана захотела присоединится к группе, а Петерсон был заменен на ударных Ричардом Фростом.
22 января 1996 года Шейн Лассен погиб в автомобильной катастрофе. После смерти Dr. Luv группа перегруппировалась и записала новый альбом Calling Dr. Luv, в котором заглавный трек и кавер-версия песни Kiss были посвящены Шейну Лассену. Именно в его честь Лассен когда-то взял своё сценическое имя.
The Electric Hellfire Club не считают себя апологетами сатанизма. Однако группа имеют связь с Церковью Сатаны США, её основатель Антон Лавей лично рукоположил Томаса Торна в качестве жреца (англ. Priest, третья ступень активного членства в церкви).
The Electric Hellfire Club заявляет, что уже́ более двадцати лет занимается «работой на Дьявола». Ими были созданы 5 альбомов и 3 мини-альбома с момента их основания. Помимо этого, группа проводила гастроли с такими популярными музыкальными коллективами, как GWAR, Godflesh, Type O Negative, Danzig, Fear Factory, Coal Chamber и Powerman 5000.
В 2005 году группа разошлась и вступила в период перерыва. Фронтмен Томас Торн переехал из родного штата группы Висконсина в штат Флорида, во Флорида-Кис, а Сабрина Сатана переехала в Лос-Анджелес. Официальный сайт отправился в оффлайн режим, и официальный форум был удален. С 2005 по 2006 годы не было официальной деятельности группы. В 2007 году появился новый официальный сайт, и страница группы в социальной сети Myspace начала обновляться.
Начало 2009 года вызвало оживление группы. В январе на официальном веб-сайте и на странице Myspace группы сообщалось, что предварительная работа нового полноформатного альбома началась, то есть был анонсирован первый студийный альбом группы спустя семь лет.
Чарльз Эдвард из денверской готик-металлической группы Seraphim Shock присоединился к The Electric Hellfire Club в качестве гитариста, заменив Риктора Равенсбрюка, играющего в группе уже́ довольно долго. В то время он отбывал срок в федеральной тюрьме по обвинению Управления по борьбе с наркотиками (DEA). Изначальный барабанщик Эрик Петерсон присоединился к группе в феврале 2009 года, объединив половину первоначального состава группы.
По состоянию на декабрь 2014 года больше ничего не известно о будущих релизах, за исключением того, что группа намекнула на своей официальной странице в Facebook, что скоро появится новый альбом. 2 декабря 2016 года группа отметила свой 25-летний юбилей одним шоу в Тампе, в штате Флорида.

## Участники
Группа претерпела значительные изменения в составе за свою историю, и только фронтмен Томас Торн оставался на протяжении всего времени существования The Electric Hellfire Club.
Текущий состав группы:
- Томас Торн[англ.] (англ. Thomas Thorn) — вокал, клавишные, семплинг, программы (1991 — настоящее время);
- Сабрина Сатана (англ. Sabrina Satana) — бас, вокал (1993 — настоящее время);
- Эрик Джеймс Петерсон (англ. Eric James Peterson) — ударные инструменты (1991—1992, 2009 — настоящее время);
- Риктор Равенсбрюк (англ. Ricktor Ravensbrück) — гитара, бас (1996—2009, 2014 — настоящее время).

Бывшие участники:
- Шейн Лассен (англ. Shane Lassen, также известный как преподобный Dr. Luv) — сооснователь и клавишник;
- Вильгельм Кёрс (англ. Wilhelm Curse) — клавишные, семплинг;
- Чарльз Эдвард (англ. Charles Edward) — гитара и эффекты;
- Ронни Валео (англ. Ronny Valeo) — гитары;
- Ричард Фрост (англ. Richard Fros) — барабаны.

## Дискография
| Дискография EHC | Дискография EHC                                                     | Дискография EHC                                               | Дискография EHC |
| --------------- | ------------------------------------------------------------------- | ------------------------------------------------------------- | --------------- |
| №               | Альбом                                                              | Лейбл                                                         | Год             |
| 1               | Four Song Demo (Cass, Promo)                                        | Без лейбла (The Electric Hellfire Club Самостоятельный релиз) | 1991            |
| 2               | 12 Songs from Hell Demo (Cass)                                      | Без лейбла (The Electric Hellfire Club Самостоятельный релиз) | 1992            |
| 3               | Burn, Baby, Burn!                                                   | Cleopatra Records                                             | 1993            |
| 4               | Kiss the Goat                                                       | Cleopatra Records                                             | 1995            |
| 5               | Calling Dr. Luv                                                     | Cleopatra Records                                             | 1996            |
| 6               | Witness the Millennium                                              | Deadline Music Records                                        | 2000            |
| 7               | Electronomicon                                                      | Cleopatra Records                                             | 2002            |
| Синглы и EP     |                                                                     |                                                               |                 |
| 1               | Satan's Little Helpers (CD, Maxi)                                   | Cleopatra Records                                             | 1994            |
| 2               | Trick or Treat? (12", Ltd, Ora) и (12", TP)                         | Cleopatra Records                                             | 1995            |
| 3               | Calling Dr. Luv (CD, Single)                                        | Cleopatra Records                                             | 1996            |
| Компиляции      |                                                                     |                                                               |                 |
| 1               | Unholy Roller (CD, Comp)                                            | Cleopatra Records                                             | 1998            |
| 2               | Empathy for the Devil (2xCD, Comp)                                  | Cleopatra Records                                             | 2000            |
| 3               | Necessary Evils – the Best of the Electric Hellfire Club (CD, Comp) | Cleopatra Records                                             | 2016            |
| Разное          |                                                                     |                                                               |                 |
| 1               | Halloween’95 (CD, Promo)                                            | Cleopatra Records                                             | 1995            |